# Нуга

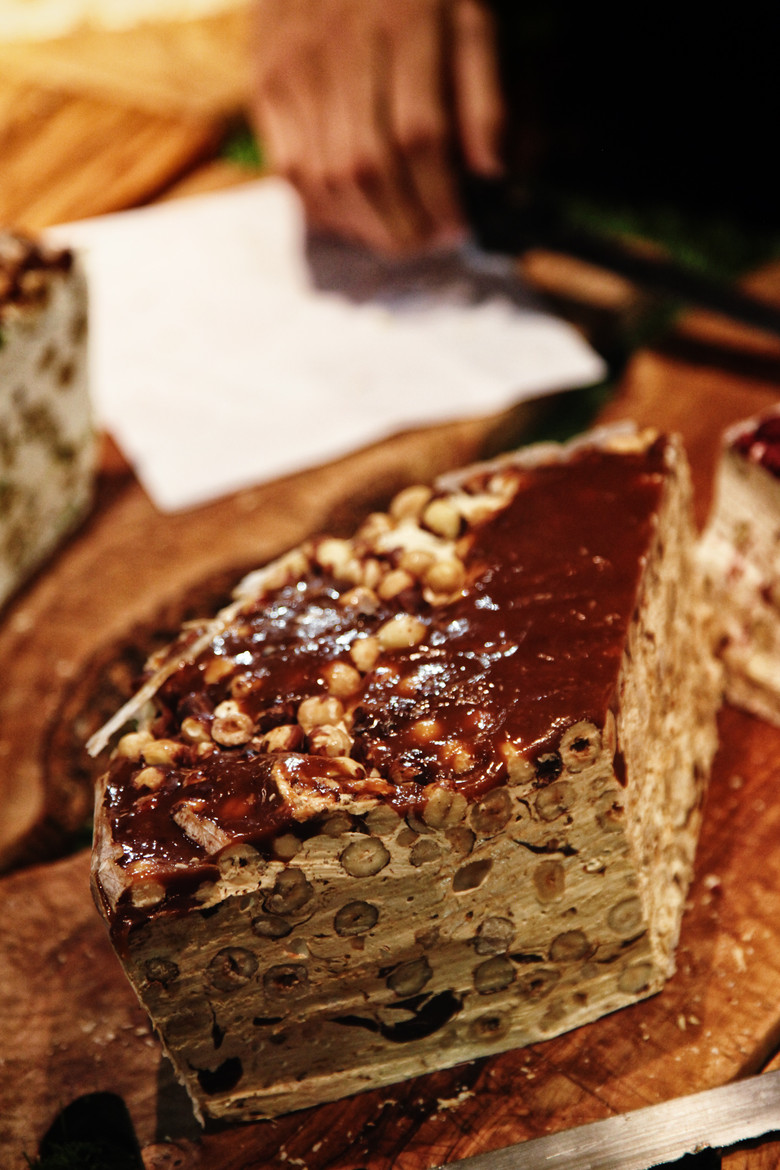
Нуга з фундуком

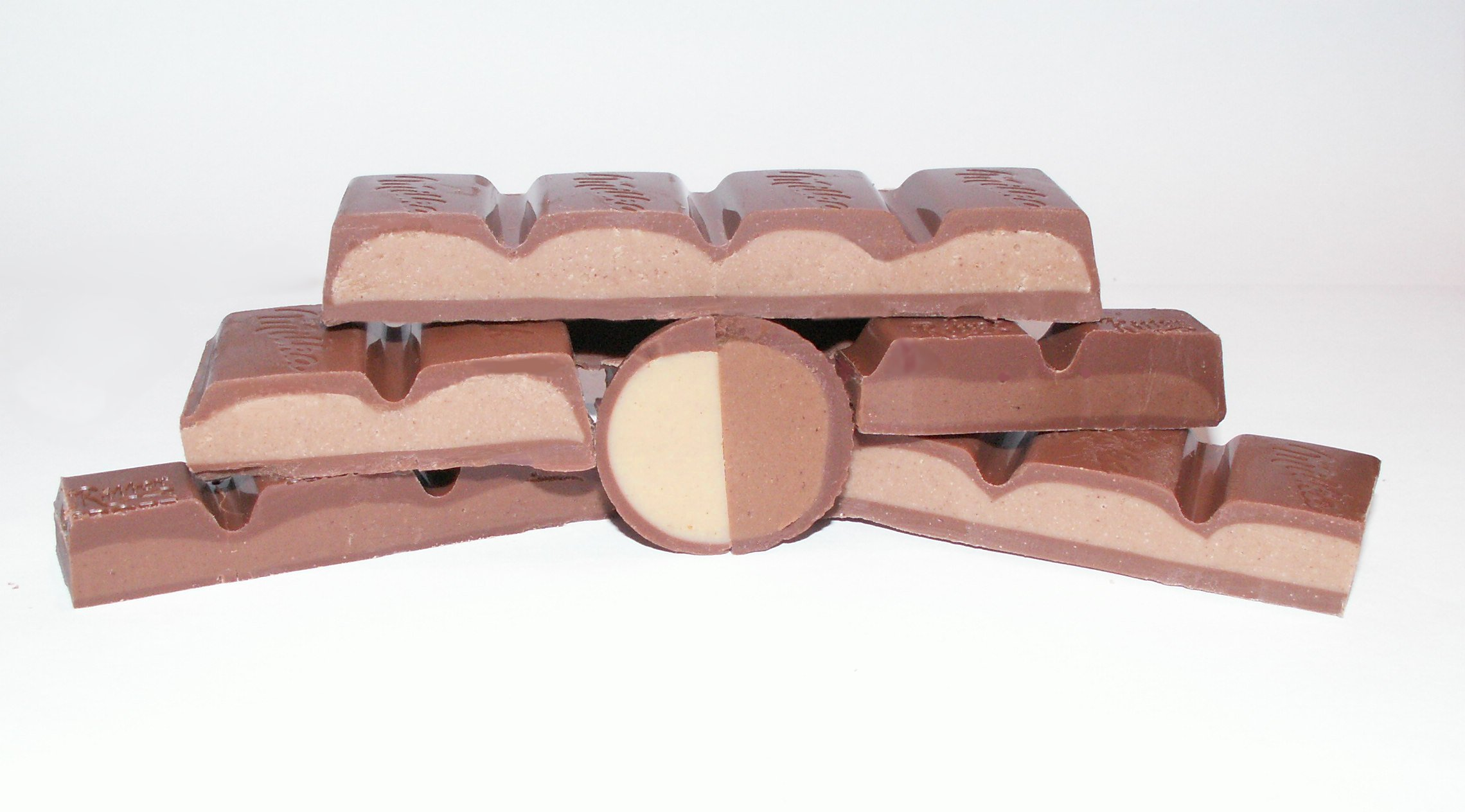
Плитки шоколаду з нугою

Нуга́ (фр. nougat, ісп. nugado, лат. nux, nucis, досл. «горіх», оскільки першопочатково замість мигдаля для приготування використовували волоські горіхи) — кондитерські вироби, десерт, ласощі на основі меду, солодкої горіхової маси та яєчного білка; східні солодощі, на кшталт м'яких тягучих цукерок.
За однією з версій нуга була винайдена при дворі арабських халіфів — в Дамаску або ж Багдаді. Але цілком можливо, що місцеві кухарі просто трохи переінакшили перський рецепт виготовлення халви.
В країнах Південної Європи нуга з'явилася приблизно в XV столітті.
Традиційно нугу виробляють в Іспанії, в Італії (м.Кремона), у Франції (м. Монтелімар) та Бельгії. В США нугою прийнято називати один з інгредієнтів шоколадних батончиків (таких, як «Mars», «Nuts» тощо).
В Україні нугу можна придбати у формі кубиків на ятках, де торгують сушеними фруктами і/або східними солодощами.
Для приготування нуги в домашніх умовах потрібні:
- 400 г мигдалю,
- 250 г цукру,
- 150 г рідкого меду,
- 1,5 ст. ложки порошкової глюкози,
- 125 мл. води,
- 2 яєчних білка,
- 1 чайна ложка ванільного аромату або цукру,
- вафельні листи.

На Сході до складу нуги також додають родзинки, подріблену курагу, цукати, різні горіхи, ароматизують лимонною цедрою, корицею, ваніллю тощо.